# 6 Batalion Eksploatacji Dróg
6 Samodzielny Batalion Eksploatacji Dróg – samodzielny pododdział wojsk drogowych ludowego Wojska Polskiego.
Przeznaczony do budowy i naprawy dróg w strefie przyfrontowej. W działaniach bojowych pełnił także służbę regulacji ruchu oraz kontroli wojskowych pojazdów mechanicznych.
Sformowany w rejonie Siedlec na podstawie rozkazu Naczelnego Dowództwa Wojska Polskiego nr 8 z 20 sierpnia 1944. Następnie włączony do 2 Armii Wojska Polskiego.
Przysięgę żołnierze batalionu złożyli we wsi Zalesie koło Łukowa 20 października 1944.

## Obsada personalna
Dowódcy batalionu
- ppłk Konstanty Łukowiec
- kpt. Bolesław Kubarski

## Skład etatowy
Etat 047/12

Dowództwo i sztab
- 3 kompanie eksploatacji dróg
  - pluton regulacji ruchu
  - pluton drogowy
  - pluton gospodarczy
- pluton ochrony mostów
- drużyny: łączności; malarska